# アヴェ・マリア (グノー)
《グノーのアヴェ・マリア（ラテン語: Ave Maria）》は、1859年にシャルル・グノーがヨハン・ゼバスティアン・バッハの《平均律クラヴィーア曲集 第1巻》の「前奏曲 第1番 ハ長調 BWV 846」を伴奏に、ラテン語の聖句「アヴェ・マリア」を歌詞に用いて完成させた歌曲である。19世紀フランスの歌曲の中では、しばしば演奏されており、録音される機会も多い。また、チェロやヴァイオリンとピアノのための二重奏曲としても演奏されている。初演は作曲年の5月24日にリリック座で行われた。同年にここで『ファウスト』も初演されている。
ヴァイオリンやギター、弦楽四重奏、ピアノ、チェロ、トロンボーンなど数多くの編曲が存在する。ネリー・メルバ等の女性歌手以外にも、フランコ・コレッリ、ルチアーノ・パヴァロッティなど男性歌手も20世紀中にこの曲を何回も録音している。
グノーはこの旋律を即興的に作曲した。彼の義父ピエール・ジメルマンがそれを書き写し、1853年にピアノとヴァイオリン（あるいはチェロ）のために編曲した。同年、ラマルティーヌの詩『Le livre de la vie』（"The Book of Life"）とともに"Méditation sur le Premier Prélude de Piano de S. Bach"（バッハの前奏曲第1番による瞑想曲）として出版された。
その6年後の1859年、ウジェル社によってこの旋律に「アヴェ・マリア」の歌詞が加えられ歌曲となった。
なお、グノーが使用したバッハの前奏曲1番の楽譜は、クリスティアン・フリードリヒ・ゴットリープ・シュヴェンケが22小節目の後に1小節独自の和音のアルペッジョを挿入したものである。
キャリアの後半に、グノーは混声合唱のために、当曲とは別の『アヴェ・マリア』を作曲している。

## 旋律・歌詞

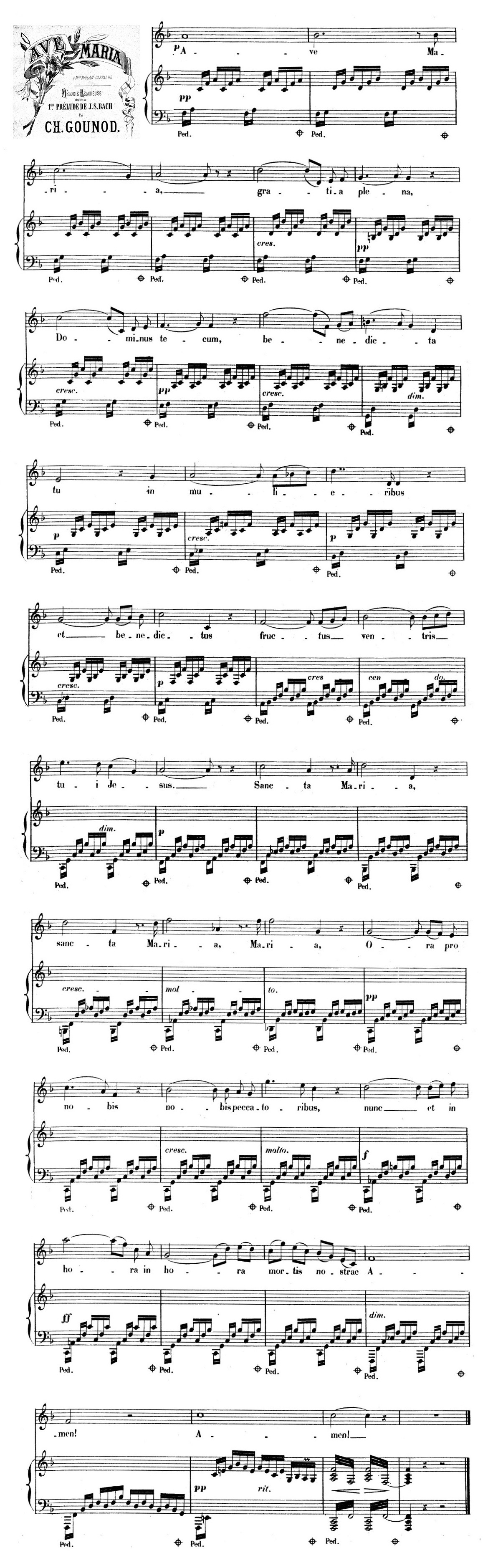
Ave Maria von Bach/Gounod, Vokalstimme und Begleitung
ファイル:Ave Maria (Bach-Gounod).mid

## 使用
- 海外では結婚式や葬式の定番曲とされている。
- 最後のカストラート歌手の1人のアレッサンドロ・モレスキは、1900年代初頭にグラモフォン社（英語版）のもと、グノーの『アヴェ・マリア』を含むいくつかの曲を録音した。
- 歌手のノア（英語版）は、1994年にバチカンでヨハネ・パウロ2世のために自作の歌詞を振り付けた『アヴェ・マリア』をうたった[5]。
- 2003年、エレクトロ・ポップ・バンドのイレイジャーがこの曲をカバーし、ソルズベリー・ヒルのシングルのB面としてリリースされた[6]。
- ヨーヨー・マとボビー・マクファーリンによる『アヴェ・マリア』を編曲したアルバム『ハッシュ』の演奏は、2017年にパルムドールを受賞したスウェーデンの映画『ザ・スクエア』のメインテーマとして使用された[7]。
- この作品は、ディズニーの『Disney's クリスマス・キャロル』（2009年）でも使われている。

## 日本における受容
日本における演奏（録音）のもっとも早い例として、1935年にわずか15歳の諏訪根自子によるヴァイオリンの演奏がコロムビアレコードにSPレコードで残されている。日本語の歌唱によるレコードも度々発売されてきた。